# Merinotus zelenus
Merinotus zelenus är en stekelart som beskrevs av Josef Fahringer 1928. Merinotus zelenus ingår i släktet Merinotus och familjen bracksteklar. Inga underarter finns listade i Catalogue of Life.